# Matthias Politycki

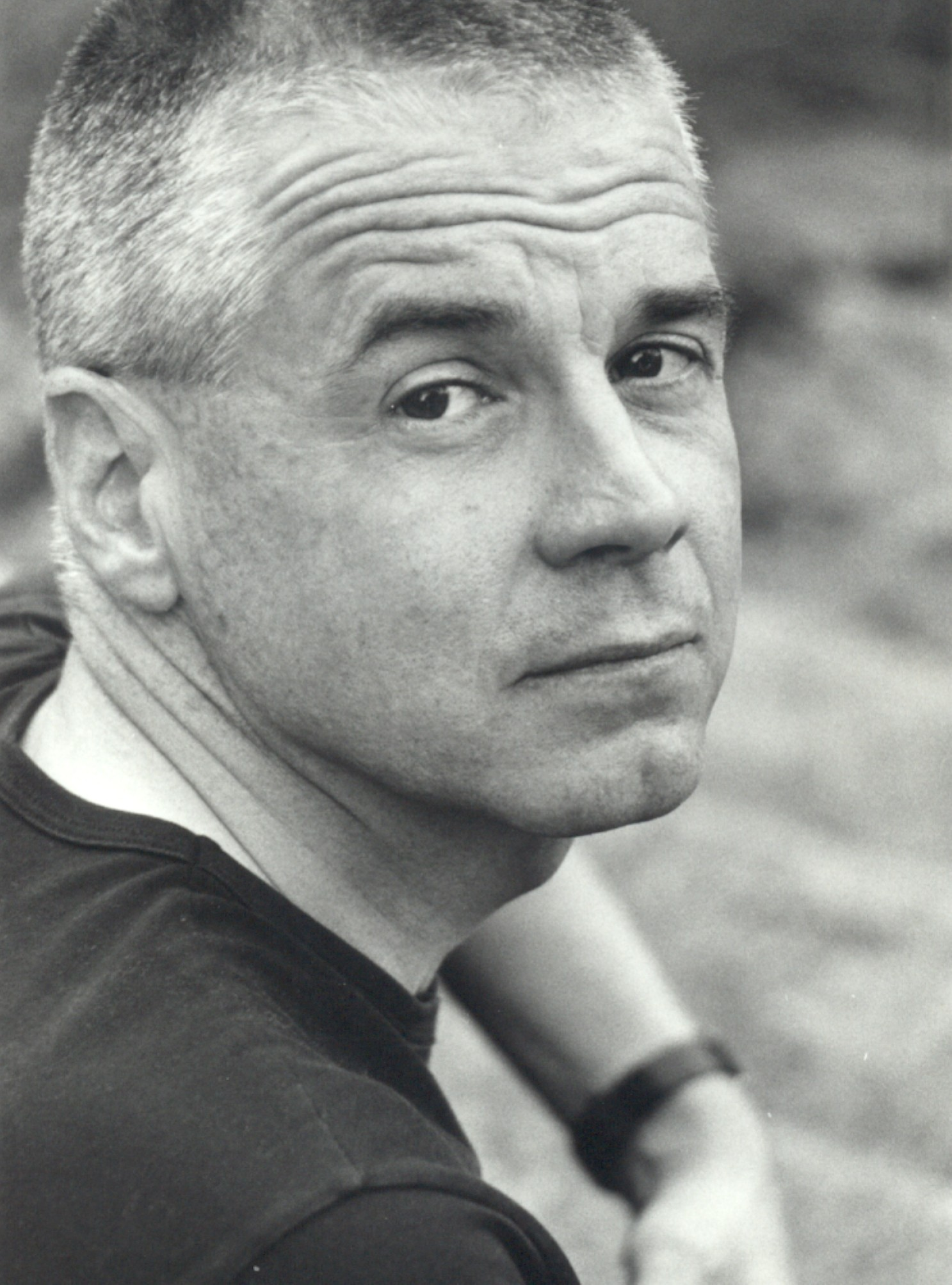
Matthias Politycki (vor 2007)

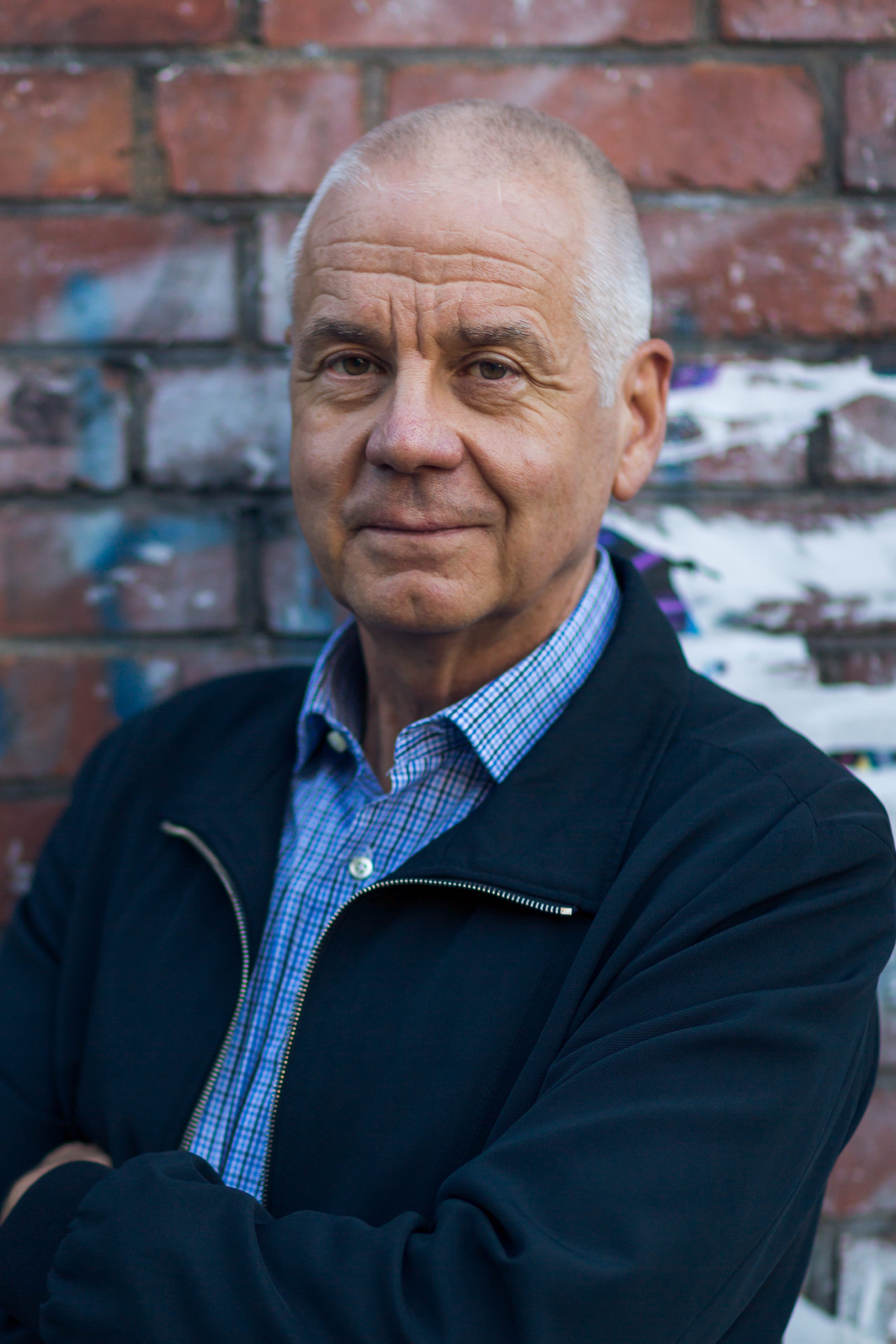
Matthias Politycki (2015)

Matthias Politycki [poliˈtiki] (* 20. Mai 1955 in Karlsruhe) ist ein deutscher Schriftsteller. Er hat Romane, Erzählungen, Gedichte, Essays sowie Hörbücher publiziert und gilt als Weltreisender unter den deutschen Autoren. Bekannt wurde er vor allem durch seinen Weiberroman, seine Kreuzfahrtsatire In 180 Tagen um die Welt und zuletzt durch den Roman Das kann uns keiner nehmen. Seine Bücher wurden ins Englische, Französische, Italienische, Japanische und Chinesische übersetzt. Viel beachtet wurden auch einige seiner Artikel, mit denen er in Debatten des Feuilletons eingriff oder sie anregte. Im Juni 2025 wurde Matthias Politycki zum Präsidenten der Autorenvereinigung PEN Deutschland gewählt.

## Leben
Matthias Politycki ist in München aufgewachsen und besuchte dort das Maria-Theresia-Gymnasium. Nach dem Abitur 1974 leistete er den Grundwehrdienst beim Jägerbataillon 541 in Neuburg/Donau ab, entschloss sich nach seiner ersten Wehrübung jedoch, den Wehrdienst nachträglich zu verweigern, und wurde am 21. Dezember 1977 als Kriegsdienstverweigerer anerkannt. Von 1975 bis 1987 studierte er Neuere deutsche Literatur, Philosophie, Theater- und Kommunikationswissenschaft an den Universitäten München und Wien. 1981 erlangte er den Grad eines Magisters, 1987 promovierte er bei Walter Müller-Seidel in München mit einer Arbeit über Umwertung aller Werte? Deutsche Literatur im Urteil Nietzsches zum Doktor der Philosophie. Nach drei Semestern Lehrtätigkeit als Akademischer Rat am Münchener Institut für Deutsche Philologie wechselte er 1990 zum Beruf des freien Schriftstellers, wobei er bis 1999 nebenbei noch als fester freier Lektor für den Verlag C.H. Beck in München tätig war. Von 2000 bis 2005 veranstaltete Politycki – er suchte immer wieder die ästhetische bzw. poetologische Diskussion – die „Ohne Titel“-Tagungen von Autoren, Lektoren und Kritikern auf Schloss Elmau. 2011 war er Kurator beim Literaturfest München. Matthias Politycki ist Mitglied des PEN-Zentrums Deutschland, des Österreichischen PEN-Clubs und der Freien Akademie der Künste in Hamburg. Er lebte in Hamburg und München. 2021 zog er nach Wien, sein Umzug „dürfte wohl der am meisten kommentierte seiner Art in der jüngeren deutschen Literaturgeschichte sein“.

## Literarisches Werk

### Romane und Erzählungen
Mit seinem 1987 erschienenen, vielbeachteten Romandebüt Aus Fälle / Zerlegung des Regenbogens. Ein Entwickelungsroman wurde Politycki in der Kritik für ein hochreflektiertes Prosastück in der Nachfolge von Arno Schmidt und James Joyce gefeiert. Schon in den beginnenden 1990er Jahren hat der „formfixierte Avantgardist“ sich dann immer wieder vehement gegen diese Zuschreibung gewehrt, er forderte „Literatur muss sein wie Rockmusik“, propagierte eine „Neue Lesbarkeit“ der Deutschen Literatur und löste damit eine breite Feuilletondebatte aus.
Der 1997 erschienene Weiberroman wurde schließlich zum Bestseller und „Kultroman“ und gilt als zentraler Text der literarischen Postmoderne in Deutschland. Politycki begründete mit dem Roman zudem seinen Ruf als „eminenter Humorist“ und „Akrobat der Erinnerung“. Gleichzeitig löste er mit dem Weiberroman eine Debatte über die sog. „78er Generation“ aus, die er in der Nachfolge und in strenger Abgrenzung von der gesinnungslastigen 68er-Generation verortete. 1999 richtete das ZDF mit dem Autor Politycki eine Internetromanwerkstatt ein. Politycki veröffentlichte dort digital die Vorarbeiten zu einem Weiberromannachfolger unter dem Titel „Marietta“. Dazu arbeitete er mit der jungen Schauspielerin Maike Schiller zusammen, die heute den Kulturteil der Regionalzeitung Hamburger Abendblatt verantwortet.
Mit seinem 2005 erschienenen Kuba-Roman Herr der Hörner legte Politycki dann einen „dionysisch überbordenden Mammut-Roman“ vor, der vom Überlebenskampf eines aufgeklärten Europäers in einer von archaischen Ritualen geprägten Kultur erzählt. An den Publikumserfolg seines Weiberromans konnte er jedoch erst mit seinem 2008 erschienenen Schelmenroman In 180 Tagen um die Welt anknüpfen, in dem er einen „zeitgenössischen Simplicissimus die Rituale der Reichen und der Superreichen“ auf einem Luxus-Kreuzfahrtschiff beschreiben lässt.
2013 erschien Samarkand Samarkand, nach eigener Aussage ein Werk, das Matthias Politycki ein halbes Leben lang umgetrieben hat. Der Roman führt in das Jahr 2026 und ins sagenumwobene Samarkand. Alexander Kaufner, Gebirgsjäger und Grenzgänger, begibt sich darin auf die Suche nach einer geheimnisvollen Kultstätte. „Samarkand, Samarkand ist eine wortgewaltige, orientalisch bunte Reise- und Abenteuererzählung, die bis zum Herzen der Finsternis vordringt.“ Der Roman entwirft eine düstere Dystopie des „Freien Westens“, der zwischen der Aggression Groß-Rußlands und den fundamentalistischen Verbänden des „Kalifen von Bagdad“ unterzugehen droht. Um die demokratischen Grundwerte zu verteidigen, liegt die Hoffnung nur noch auf einem symbolischen Sieg „für die gerechte Sache“.
In dem 2020 erschienenen Roman Das kann uns keiner nehmen treffen auf dem Gipfel des Kilimandscharo zufällig zwei Männer aufeinander, ein Sprüche klopfender Ur-Bayer und ein feinsinniger, politisch korrekter Hanseat. Politycki schildert, wie sich bei einem Roadtrip nach Sansibar eine Freundschaft zwischen den ungleichen Helden entwickelt und „welche Chancen sich öffnen, wenn man nicht in seinen eigenen Vorurteilen stecken bleibt“. Für Peter Henning ist es „ein packender Deutschland-Roman - erzählt vor afrikanischer Kulisse“ und eine von Polityckis „zweifellos besten Prosaarbeiten“.
In Äthiopien kurz vor Ausbruch des Bürgerkriegs 2020 spielt der 2023 erschienene Roman Alles wird gut – Chronik eines vermeidbaren Todes. Im Mittelpunkt steht eine Frau aus dem Volk der Suri, die versucht, aus den jahrhundertealten Traditionen ihres Volkes auszubrechen. In der Kritik wurde der Roman mitunter in der Nachfolge von Joseph Conrads Herz der Finsternis gelesen. Mit dem Roman habe sich „der von seinen Anfängen her experimentelle Autor […] zum großen, geradezu klassischen Erzähler weiterentwickelt.“ Hervorgehoben wurde auch Polityckis umfassende Kenntnis der beschriebenen Handlungsorte und Kulturen: „Weil Politycki Afrika kennt wie wenige, ist er von allen deutschsprachigen Schriftstellern der Beste, um zu beschreiben, wie wenig man Afrika kennen kann.“
Als seine literarischen Vorbilder hat Politycki u. a. Laurence Sterne, Diderot, Gottfried Benn sowie Vladimir Nabokov genannt, seit einigen Jahren auch Ernest Hemingway.

### Lyrik
Politycki hat ein umfangreiches Lyrik-Werk vorgelegt, mit dem er immer wieder Bühnenprogramme bestritten hat: 1996/1997 ging er mit Robert Gernhardt und dem gemeinsamen Lyrikprogramm Wein, Weib und Gesang auf Tour, 2004/2005 mit Hellmuth Opitz und Steffen Jacobs und dem gemeinsamen Programm Frauen. Naja. Schwierig. Uwe Wittstock hat ihn als „größten lebenden Sprachkulinariker unter den deutschen Dichtern“ bezeichnet. Im Frühjahr 2018 ist Sämtliche Gedichte 2017–1987 erschienen, eine Sammlung aller bislang erschienenen Einzelpublikationen sowie der verstreut publizierten Gedichte, ergänzt durch einen Zyklus neuer Gedichte, mit einem Nachwort von Wolfgang Frühwald. „Eine poetische Entdeckungsreise“, hieß es im Bücherjournal des NDR anlässlich der Auszeichnung zum NDR-Buch des Monats im Juni 2018.

### Essayistik
Neben zwei Essaybänden der Jahre 1998 und 2007, in denen verstreut publizierte Zeitungsartikel zusammengestellt sind, hat Politycki 2015 und 2017 zwei Bände publiziert, die als „non-fictional literature“ auf der Grenze von Literatur und Essayistik angesiedelt sind: 42,195, ein autobiographischer Band über das Marathonlaufen, und Schrecklich schön und weit und wild, eine „Melange aus philosophischem Essay und autobiographischem Erfahrungsbericht“ über „die Vergangenheit, Gegenwart und Zukunft des Reisens“.
Politycki hat sich immer wieder auch in Essays und Zeitungsartikeln zur Entwicklung der deutschsprachigen Gegenwartsliteratur geäußert; „er ist ein Autor, der vor Konflikten nicht zurückschreckt, einer, der sich einmischt und Stellung bezieht“. Große Beachtung fanden seine Essays Relevanter Realismus, publiziert unter dem Titel Was soll der Roman und Weißer Mann – was nun. Zuletzt stellte Matthias Politycki seine aktuelle ästhetische Position beim deutschen Germanistentag 2016 in einem Plenarvortrag vor. Er wurde unter dem Titel Reduktion & Tempo in den Göttinger Sudelblättern (2017) publiziert.
Mit seiner Rede zum Thema „Literatur und Politik nach 1968 und in der Gegenwart“, gehalten am 27. Juni 2018 in der Münchner Akademie der Wissenschaften, fand Politycki zurück zu politischen Themen. Der politischen Selbstverständigung Polityckis diente sein gemeinsam mit dem Philosophen Andreas Urs Sommer 2019 erschienener Gesprächsessay Haltung finden. Weshalb wir sie brauchen und trotzdem nie haben werden. Er diskutierte die Thesen des Werks auf Podien u. a. mit dem Ministerpräsidenten von Baden-Württemberg, Winfried Kretschmann (Die Grünen). „Mittenhinein in die derzeitigen Debatten sticht dieses Buch“ schrieb die Süddeutsche Zeitung.
In seinem Essay Mein Abschied von Deutschland, veröffentlicht in der FAZ am 17. Juli 2021, begründete Politycki seinen Umzug nach Wien mit den grassierenden Sprach- und Denkverboten und der sich verengenden Diskussionskultur in Deutschland. Der Text fand ein großes Echo in den Medien und eröffnete eine breite Diskussion über Kunst- und Meinungsfreiheit in Deutschland. Im Frühjahr 2022 erschien das Buch Mein Abschied von Deutschland. Wovon ich rede, wenn ich von Freiheit rede bei Hoffmann und Campe. Die Zeitschrift profil schreibt: „In Mein Abschied von Deutschland tritt Politycki für die Rede-, Gedanken- und Meinungsfreiheit ein, indem er einen Ursache-Wirkungs-Bogen über Jahrzehnte hinweg spannt, statt nur vorwurfsvoll den Meinungsmond anzuheulen.“ Auch dieses Buch führte ihn in zahlreiche Podiumsdiskussionen, unter anderem an Universitäten oder mit Politikern.
2025 erschien Mann gegen Mann. Eine Abhandlung über neue und alte Tugenden, die lt. Nachbemerkung schon am 13. Februar 2021 abgeschlossen vorlag: „Eine gelehrte Auseinandersetzung mit den Männlichkeitskonzepten der Schriftsteller Jorge Luis Borges und Ernest Hemingway.“ Mit einem aktuellen Vorwort versehen, wurde sie erst vier Jahre später veröffentlicht und damit zu einem Zeitpunkt, an dem in der Westlichen Welt eine Debatte über Männlichkeit und Wehrhaftigkeit entbrannte.

## Zitate
„Wo auch immer wir anfangen, einander oder uns selbst zu zensieren, und sei es, um die Welt zu verbessern, ist das der Anfang vom Ende einer freien Gesellschaft.“

„Deutsch sein heißt, eine Sache um ihrer selbst willen so gründlich zu betreiben, bis alle schlechte Laune haben.“

„Schönheit hat immer recht“

„Das Helle vergeht, doch das Dunkle, das bleibt.“

## Auszeichnungen
Matthias Politycki wurde für seinen ersten Roman Aus Fälle / Zerlegung des Regenbogens. Ein Entwickelungsroman u. a. 1987 mit dem Civitas-Literaturpreis und 1988 mit dem Bayerischen Staatsförderpreis für Literatur ausgezeichnet. Er hat zahlreiche Stipendien im In- und Ausland erhalten, u. a. in Dänemark, Österreich und den USA. Die Reederei Hapag-Lloyd vergab 2006 erstmals die Stelle eines Schiffsschreibers auf ihrem Kreuzfahrtschiff Europa an Matthias Politycki, der damit die Möglichkeit erhielt, als „writer-in-non-residence“ an einer halbjährigen Weltreise teilzunehmen. 2009 erhielt er den Ernst-Hoferichter-Preis und war Writer in Residence am Queen Mary College der Universität London. 2010 wurde er mit dem Preis der LiteraTour Nord ausgezeichnet. Für die Arbeit an seinen Romanen Herr der Hörner und Samarkand Samarkand erhielt er 2004 und 2012/2013 jeweils ein Stipendium des Deutschen Literaturfonds. Aus Anlass der 25-jährigen Städtepartnerschaft zwischen Hamburg und Osaka war er 2014 Writer in Residence in Osaka; ebenfalls 2014 war er Artist in Residence in St. Moritz. 2015 hatte er das Reisestipendium „Literarischer Landgang“ des Literaturbüros Oldenburg. 2017 war er als Stipendiat des Deutschen Literaturfonds und der Sylt-Foundation in Kambodscha unterwegs auf den Spuren der Roten Khmer. 2018 wurde Schrecklich schön und weit und wild mit dem ITB BuchAward der Internationalen Tourismus-Börse (ITB) Berlin ausgezeichnet. Auf Einladung der Shanghai Writers'Association ging er im September 2018 als Writer in Residence nach Shanghai; auf Einladung der Chinese Writers’ Association und der Lu Xun Academy 2019 als Writer in Residence nach Peking.

## Werke

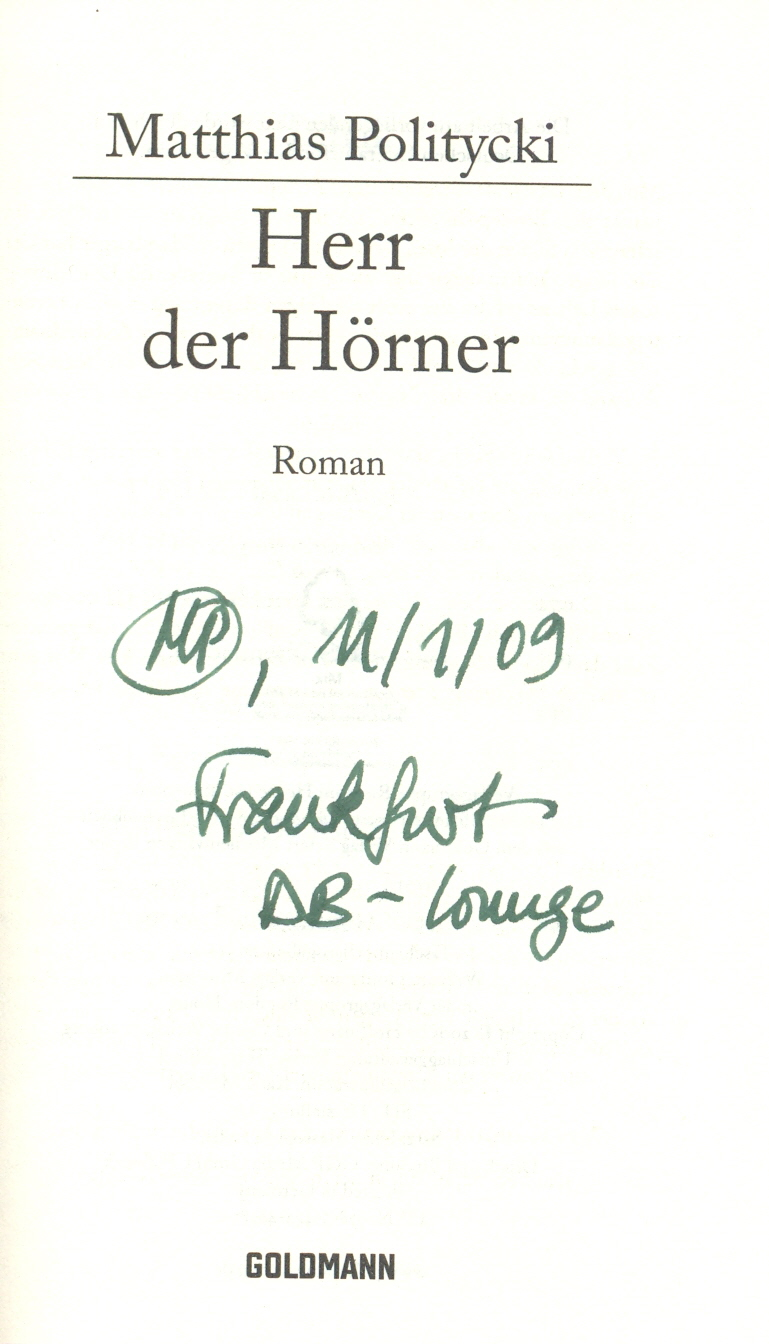
Autograph

### Romane und Erzählungen
- Alles wird gut – Chronik eines vermeidbaren Todes. Roman, Hoffmann und Campe, Hamburg 2023, ISBN 978-3-455-01584-3
- Das kann uns keiner nehmen. Roman, Hoffmann und Campe, Hamburg 2020, ISBN 978-3-455-00924-8
- Meine Reise zum Tadsch Mahal. Hoffmann und Campe, Hamburg 2018, ISBN 978-3-455-00536-3
- Samarkand Samarkand. Hoffmann und Campe, Hamburg 2013, ISBN 978-3-455-40443-2.
- Freischwimmer. Drei Erzählungen. Svato Verlag, Hamburg 2011. Mit 11 farbigen Linolschnitten von Svato Zapletal.
- Jenseitsnovelle. Hoffmann und Campe, Hamburg 2009, ISBN 978-3-455-40194-3.
- In 180 Tagen um die Welt. Das Logbuch des Herrn Johann Gottlieb Fichtl. marebuchverlag, Hamburg 2008.
- Herr der Hörner. Roman, Hoffmann und Campe, Hamburg 2005.
- Das Schweigen am andern Ende des Rüssels. Hoffmann und Campe, Hamburg 2001.
- Ein Mann von vierzig Jahren. Luchterhand Literaturverlag, München 2000.
- Weiberroman. Luchterhand Literaturverlag, München 1997.
- Der böse Einfluß der Bifi-Wurst. Ein End- und ein Nachspiel. Verlag Ulrich Keicher (= Roter Faden, 44), Warmbronn 1996. Überarbeitete und mit einem Nachwort versehene Neuauflage unter dem Titel Der beharrlich böse Einfluß der Bifi-Wurst. Ein End- und ein Nachspiel. Warmbronn 2020.
- Taifun über Kyoto. Luchterhand Literaturverlag, Hamburg 1993.
- Sonnenbaden in Sibirien. Dreiseitige Geschichten. Verlag Ulrich Keicher (= Roter Faden, 30), Warmbronn 1991.
- Aus Fälle / Zerlegung des Regenbogens. Ein Entwickelungsroman. Weismann Verlag, München 1987.

### Lyrik
- Sämtliche Gedichte 2017–1987. Hoffmann und Campe, Hamburg 2018, ISBN 978-3-455-81419-4.
- Dies irre Geglitzer in deinem Blick. 111 Gedichte. Hoffmann und Campe, Hamburg 2015, ISBN 978-3-455-40506-4.
- Ägyptische Plagen. Gebirg und Wüste Sinai. 13 Gedichte. Hoffmann und Campe, Hamburg 2015, ISBN 978-3-455-40510-1.
- Dieser schwüle Nachmittag damals. Vier Sorten Schmerz. Dreizehn Gedichte mit dreizehn Knipsels („Schokoküsse“) von Felix Droese, limitierter Privatdruck Carl-Walter Kottnik, Hamburg 2015.
- London für Helden. The Ale Trail – Expedition ins Bierreich. Hoffmann und Campe, Hamburg 2011, ISBN 978-3-455-40323-7.
- Die Sekunden danach. 88 Gedichte. Hoffmann und Campe, Hamburg 2009, ISBN 978-3-455-40145-5.
- Ratschlag zum Verzehr der Seidenraupe. 66 Gedichte. Hoffmann und Campe, Hamburg 2003.
- Die zwei Arten, den Caipirinha zu bestellen. Ein Gedicht. Verlag Ulrich Keicher (limitierter Sonderdruck), Warmbronn 2000.
- Jenseits von Wurst und Käse. 44 Gedichte. Luchterhand Literaturverlag, Hamburg 1995.
- Die Wahrheit über Kaffeetrinker. Ein Gedicht. Verlag Ulrich Keicher (limitierter Sonderdruck), Warmbronn 1993.
- Im Schatten der Schrift hier. 22 Gedichte. Weismann Verlag, München 1988.

### Essays
- Mann gegen Mann. Von alten und neuen Tugenden. Hoffmann und Campe, Hamburg 2025, ISBN 978-3-455-01966-7
- Schere im Kopf. Romanschreiben in Zeiten von Zensur und Selbstzensur. Verlag Ulrich Keicher, Leonberg/Warmbronn 2024.
- Mein Abschied von Deutschland. Wovon ich rede, wenn ich von Freiheit rede. Hoffmann und Campe, Hamburg 2021, ISBN 978-3-455-01439-6
- zusammen mit Andreas Urs Sommer: Haltung finden. Weshalb wir sie brauchen und trotzdem nie haben werden. J. B. Metzler, Stuttgart 2019, ISBN 978-3-476-04981-0.
- Literatur und Politik nach 1968 und in der Gegenwart. Verlag Ulrich Keicher, Warmbronn 2019.
- Schrecklich schön und weit und wild. Warum wir reisen und was wir dabei denken. Hoffmann und Campe, Hamburg 2017.
- Reduktion & Tempo. Als Erzähler unterwegs im 21. Jahrhundert. Wallstein Verlag, Göttingen 2017.
- 42,195. Warum wir Marathon laufen und was wir dabei denken. Hoffmann und Campe, Hamburg 2015.
- Vom Verschwinden der Dinge in der Zukunft. Bestimmte Artikel 2006–1998. Hoffmann und Campe, Hamburg 2007.
- Marietta – die Idee, der Datensatz und der Strohhut. Schreiben und Schreiben-Lassen im Internet. Franz Steiner Verlag (= Akademie der Wissenschaften und der Literatur Mainz, Abhandlung Nr. 1/2000 der Klasse der Literatur), Stuttgart 2000.
- Die Farbe der Vokale. Von der Literatur, den 78ern und dem Gequake satter Frösche. Luchterhand Literaturverlag, München 1998.

### Herausgeberschaft und Sonstiges
- Alles wird gut – Chronik eines vermeidbaren Todes. Ein Dossier. Hamburg: Hoffmann und Campe 2022, ISBN 978-3-455-98610-5
- Das Gedicht, Nr. 20. Das Beste aus 20 Jahren – und für die nächsten 20 Jahre. Jubiläumsausgabe, mit A. Leitner. Weßling 2012, ISBN 978-3-929433-72-2.
- London, Signale aus der Weltmaschine. Gastgeber: Matthias Politycki. Corso Verlag, Hamburg 2011, ISBN 978-3-86260-015-1.
- Marietta / Ein Mann von vierzig Jahren. Dokumentation des ZDF-Projekts „Novel in Progress“ auf der Homepage von Aspekte. CD-ROM. ZDF.Online / Luchterhand Literaturverlag. München [u. a.] 1999.
- Hundert notwendige Gedichte. Und ein überflüssiges. Luchterhand Literaturverlag, Hamburg/Zürich [u. a.] 1992.

### Fachbücher
- Umwertung aller Werte? Deutsche Literatur im Urteil Nietzsches. De Gruyter, Berlin [u. a.] 1989.
- Der frühe Nietzsche und die deutsche Klassik. Studien zu Problemen literarischer Wertung. Münchner Hochschulschriften, Straubing [u. a.] 1981.

### Hörbücher
- 42,195. Warum wir Marathon laufen und was wir dabei denken. (Hörbuch, gelesen von Matthias Politycki). erlesen.TV GmbH (Verlag), 2015.
- Samarkand Samarkand. (Sprecher: Matthias Politycki). Hoffmann und Campe, Hamburg 2013.
- London Für Helden. The Ale Trail. (Mit Peter Lohmeyer und Colin Soleman). Verlag Antje Kunstmann, München 2011.
- Jenseitsnovelle. (Mit Nina Petri). Radioropa/Technisat, Daun 2009.
- Das Schiff. Erlebnisse einer Weltreise mit Matthias Politycki. Hörbuch von Wolfgang Stockmann, Logbuchtexte und Erzähler: Matthias Politycki. Verlag Antje Kunstmann, München 2008.
- Des Teufels Amulett. MünchnerFrühlingVerlag (in der Reihe einmaleingedicht), München 2007.
- Frauen. Naja. Schwierig. (Mit Hellmuth Opitz und Steffen Jacobs). Hoffmann und Campe, Hamburg 2005.
- Das Schweigen am andern Ende des Rüssels. Hoffmann und Campe, Hamburg 2001.
- Ein Mann von vierzig Jahren. Hörbuch Hamburg/Deutschlandradio, Hamburg 2000.